# Melodineae
Melodineae és una tribu de la subfamília de les Rauvolfioideae que pertany a la família de les Apocynaceae. Comprèn 8 gèneres.

## Gèneres
- Craspidospermum -
- Diplorhynchus -
- Dyera -
- Gonioma -
- Kamettia -
- Melodinus -
- Pycnobotrya -
- Stephanostegia